# مقاطعة ماديسون (كارولاينا الشمالية)
مقاطعة ماديسون (بالإنجليزية: Madison County)‏ هي إحدى مقاطعات ولاية كارولاينا الشمالية في الولايات المتحدة الأمريكية. مركز المقاطعة أو مقعدها هي مدينة مارشال. تأسست هذه المقاطعة سنة 1851.أصل هذه المقاطعة يأتي من: مقاطعة بونكوم ومقاطعة يانسي.

## أعلام
- ماري ساندز
- ريتشارد إس. رينولدز سينيور